# Chlorophorus cursor
Chlorophorus cursor là một loài bọ cánh cứng trong họ Cerambycidae.